# Custode dell'Alto Egitto

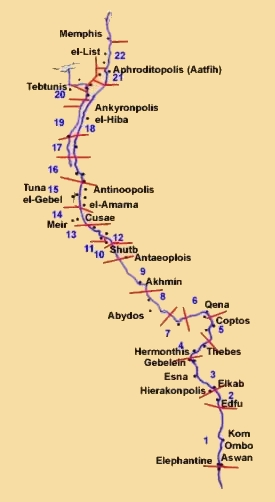
I 22 nòmi (it. "distretti") dell'Alto Egitto.

Il Custode dell'Alto Egitto era un importante funzionario dell'Antico Egitto durante i periodi dell'Antico e del Medio Regno, responsabile del controllo sulla regione geografica dell'Alto Egitto. 

## Descrizione
Il titolo di Custode dell'Alto Egitto appare per la prima volta all'inizio o alla metà della V Dinastia. Il primo detentore del titolo fu il visir Kay, probabilmente attivo durante i regni di Neferirkara Kakai e Niuserra, cioè nel momento in cui il poter in Egitto si andava inarrestabilmente accentramento nelle mani del clero e dei burocrati statali a discapito del faraone, sempre più un semplice monarca divina dal valore simbolico. In questo contesto di moltiplicazione dei titoli e di creazione di nuovi uffici specifici che garantissero una più efficiente gestione dell'impero si sarebbe manifestata la necessità di un notabile che si facesse carico del controllo della regione dell'Alto Egitto, la zona meridionale dell'Egitto, dalla prima delle Cateratte del Nilo (attuale Assuan), comprendente ben 22 nòmi (it. "distretti").

La carica è ben attestata negli anni successivi. 
La maggior parte dei detentori di titoli aveva altri importanti incarichi e molti erano anche visir. I primi detentori del titolo erano tutti funzionari del palazzo reale. In tempi successivi, anche i funzionari locali portarono questo titolo a riprova della sistematica perdita di potere degli uffici statale centrali a discapito dei nomarchi sempre più indipendenti.